# Udo Undeutsch
Udo Undeutsch (* 22. Dezember 1917 in Weimar; † 16. Februar 2013 in Köln) war ein deutscher Psychologe mit Schwerpunkt Verkehrs- und Gerichtspsychologie (Forensische Psychologie).

## Leben
Undeutsch war Sohn des Weimarer Architekten Paul Undeutsch (1875–1958). Undeutsch besuchte in Weimar das Gymnasium. Anschließend studierte er Psychologie an der Friedrich-Schiller-Universität Jena. 1940 soll er dort zum Dr. rer. nat. promoviert haben. Im Jahr 1941 legte Undeutsch die Prüfung zum Diplompsychologen ab. Anschließend war er Assistent am psychologischen Institut in Jena bei Friedrich Sander.
Im Jahr 1946 wurde Undeutsch Dozent für das Fach Psychologie an der Universität Mainz. Im Jahr 1951 erhielt er eine außerordentliche Professur an der Universität zu Köln und gründete das erste psychologische Institut in Köln. Ab 1963 war er dort Inhaber eines Lehrstuhls für Psychologie. Außerdem war er bis zu seiner Emeritierung Direktor des Instituts für Psychologische Diagnostik und Intervention der Universität. Zugleich war er als verkehrspsychologischer und rechtspsychologischer Gutachter tätig und leitete die Obergutachterstelle in Köln.
1982 erhielt Undeutsch das Bundesverdienstkreuz.
Zuletzt arbeitete Undeutsch in seiner eigenen Gutachterstelle und hielt Lehrveranstaltungen zu den Fächern Diagnostik und Rechtspsychologie an der Universität zu Köln.

## Wirken
Undeutsch verfasste als Sachverständiger für Verkehrspsychologie eine Vielzahl von Gerichtsgutachten. Er ist unter anderem wegen der „Undeutsch-Hypothese“ und Publikationen zur Exploration und Anamnese bekannt geworden. Er versuchte in der zweiten Hälfte der 1990er Jahre ohne Erfolg, für den Polygraphen eine Zulassung als Beweismittel zu erreichen.

## Auszeichnungen
- 1982: Bundesverdienstkreuz 1. Klasse
- Offizier des Ordens Leopolds II.

## Schriften (Auswahl)
- Holm Putzke, Jörg Scheinfeld, Gisela Klein; Udo Undeutsch: Polygraphische Untersuchungen im Strafprozess: Neues zur faktischen Validität und normativen Zulässigkeit des vom Beschuldigten eingeführten Sachverständigenbeweises. In: Zeitschrift für die gesamte Strafrechtswissenschaft. 121, 2009, S. 607–644. doi:10.1515/ZSTW.2009.607
- Beurteilung der Glaubhaftigkeit von Aussagen. In: Udo Undeutsch (Hrsg.): Forensische Psychologie (= Handbuch der Psychologie. Band 11). Verlag für Psychologie, Göttingen 1967, S. 26–181.
- Exploration. In: Hubert Feger, Jürgen Bredenkamp (Hrsg.): Enzyklopädie der Psychologie. Themenbereich B: Methodologie und Methoden. Serie I: Forschungsmethoden der Psychologie. Band 2: Datenerhebung. Hogrefe, Göttingen 1983, S. 321–361.